# Gola muljarica
Gola muljarica (Amia calva), jedini živi predstavnik reda muljarica (Amiiformes) i roda Amia. Rasprostranjena je na području Sjeverne Amerike u Velikim jezerima, i rijekama i Mississippi i nekim njezinim pritokama.
Oblikom i građom tijela bliska je najprimitivnijim koštunjačama. Naraste do 1,2 metra dužine (mužjak je nešto manji). Tijelo je prekriveno ljuskama, leđna peraja je duga i završava u blizini okrugle repne peraje kod koje se nalazi porepoznatljiva okrugla mrlja tamnije boje. Njezin plivaći mjehur ima u funkciju pluća, pa riba može s njime i disati.
Gola muljarica mrijesti se među vodenim biljem gdje ženka polaže jaja koje on čuva i ostaje s njima još neko vrijeme nakon što se mlađ izlegne.
- gola muljarica
- gola muljarica uhvaćena u Spalding County Reservoir, Griffin, Georgia
- gola muljarica; autor Clinton & Charles Robertson
- Cyprinus carpio gore i Amia calva dolje
- Film